# Sociální filozofie
Sociální filozofie je obor na hranici filozofie a sociologie (a také antropologie, politické filozofie, politologie, ekonomie, religionistiky a práva), který se zabývá otázkami o smyslu a povaze společnosti. Klade důraz zejména na vztah mezi jednotlivcem a komunitou a na společenské struktury umožňující vzájemné soužití.

## Otázky a postoje
K základním otázkám sociální filozofie patří například tyto:
- Jaká je povaha společnosti? (organismus, proces, ...)
- Jaké jsou funkce společnosti? (obecné blaho, subsidiarita, ...)
- Potřebují lidé společenskou smlouvu?
- K čemu potřebují lidé jiné lidi?
- Jak je možné soužití lidí regulovat?

I když si tyto otázky svým způsobem kladla většina filozofických učení, je pojem sociální filozofie spojen až s 19. stoletím a tehdejšími buržoazními revolucemi a úvahami o alternativních modelech státu.
Vybrané, někdy vzájemně rozporné, postoje:
- Thomas Hobbes zastával názor, že absolutistický stát je nezbytný k tomu, aby zabránil neustálému boji všech proti všem.

- Max Stirner obhajoval individualistický anarchismus a tvořivé individuum, které je jediným zdrojem hodnot.

- Podle Karla Marxe dávají politickým a duchovním dějinám základ hospodářská výroba a způsob vlastnictví výrobních prostředků.

- Psycholog a filozof Erich Fromm se věnoval mechanismům vzájemného působení individuální psychiky a společenských činitelů.

- Konceptuální umělec Joseph Beuys chtěl rozšířit pojem umění tak, aby se každý mohl stát umělcem a podílet se na vytváření sociálního organismu jako „totálního uměleckého díla“.